# آدولف مایر
آدولف ادوارد مایر (۹ اوت ۱۸۴۳ – ۲۵ دسامبر ۱۹۴۲) شیمی‌دان کشاورزی اهل آلمان بود که کارهایش در زمینه بیماری موزائیک تنباکو منجر به کشف ویروس و به خصوص ویروس موزائیک تنباکو گشت.

مایر در سال ۱۸۴۳ در خانوادهٔ یک معلم دبیرستان در شهر اولدنبورگ به دنیا آمد. مادرش دختر یک شیمیدان معروف آلمانی به نام لئوپولد گملین بود. از سال ۱۸۶۰ تا ۱۸۶۲، وی به تحصیل ریاضی و شیمی در مؤسسه فناوری کارلسروهه پرداخت. در ۱۸۶۲ به دانشگاه هایدلبرگ رفت و مدرک پی‌اچ‌دی خود را در شیمی، ریاضی و فیزیک دریافت نمود.

در ۱۸۷۹ مایر رهبری یک گروه تحقیقات کشاورزی را در واخنینگن هلند عهده‌دار بود. کشاورزان از وی خواستند تا روی بیماری‌های مخصوص گیاه تنباکو کار کند. مایر در ۱۸۸۶ مقاله ای دربارهٔ بیماری که آن را بیماری موزائیک تنباکو گذاشته بود، منتشر کرد و در آن علائم بیماری را توضیح داد. وی نشان داد که این بیماری از طریق تلقیح شیره گیاهان آلوده به گیاهان سالم قابل انتقال است. در آن زمان تصور می‌شد که این بیماری توسط باکتری‌ها یا سموم بسیار کوچک گسترش می‌یابد، اما چند سال بعد ویروس موزائیک توتون و تنباکو (TMV) عامل آن شناخته شد. مایر از میکروسکوپ نوری برای یافتن قارچ یا باکتری موجود در شیرهٔ آلوده استفاده کرد اما چیزی نیافت. زیرا این ویروس بسیار کوچک‌تر از آن است که با میکروسکوپ نوری دیده شود. مایر هنوز فکر کی کرد که که عامل عفونی نوعی باکتری است و به اشتباهاً ادعا می می‌کرد که می‌تواند با استفاده از کاغذ فیلتر در چندین تکرار شیره «تصفیه شده» را از شیره آلوده را بدست آورد. آزمایش‌های فیلتراسیون با فیلتر چمبرلند در سال ۱۸۹۲ توسط دیمیتری ایوانفسکی و در سال ۱۸۹۸ توسط مارتینوس بایرینک تکرار شد و نشان داده شد که عامل این بیماری درواقع غیرقابل فیلترشدن است. مارتینوس بایرینک برای اولین بار واژه ویروس را به کاربرد تا به ماهیت غیرباکتریایی این بیماری اشاره کند. ویروس موزائیک تنباکو اولین ویروس بود که در سال ۱۹۳۵ تبلور یافت. اقدامات پیشرو مایر زمینه‌ساز کشف ویروس و ایجاد علم ویروس‌شناسی بود.